# Sóstóistadion
Het Sóstói Stadion was een voetbalstadion in het Hongaarse Székesfehérvár. Het was het thuisstadion van voetbalclub Videoton FC en biedt plaats aan 14.300 toeschouwers.
Vanaf december 2015 begon de sloop van het stadion en werd het vervangen door het nieuwe MOL Aréna Sóstó.